# 斑蝶亞科
斑蝶亞科（學名：Danainae）是蛺蝶科中的一個亞科，包含了3個族，59個屬。所有物種有毒。

## 語源
斑蝶亞科的學名是亞科級分類後綴「-inae」配上源自拉丁文的「Danaus」，源自古希臘文「Δαναός」，是希臘神話人物埃及國王達那俄斯的名字。神話中他的妻子皮厄里亞（Pieria）一名也是粉蝶科學名的來源。

## 分類與分佈
共有三個演化支，包括廣泛分佈於泛熱帶地區的斑蝶族、新熱帶界擁有透明翅膀的綃蝶族以及澳大拉西亞單型演化支澳綃蝶族。
|  | 斑蝶族 Danaini                                                           |
|  |                                                                          |
|  | \| \| 綃蝶族 Ithomiini \| \| \| \| \| \| 澳綃蝶族 Tellervini \| \| \| \| |
|  |                                                                          |
|  | 綃蝶族 Ithomiini                                                         |
|  |                                                                          |
|  | 澳綃蝶族 Tellervini                                                      |
|  |                                                                          |

|  | 綃蝶族 Ithomiini    |
|  |                     |
|  | 澳綃蝶族 Tellervini |
|  |                     |

## 生態學
幼蟲大多以夾竹桃科蘿藦亞科植物作寄主。成蟲翅膀常有警告色斑，表示體內擁有源自寄主植物的毒性，亦因此成為許多無毒蝴蝶物種的擬態對像，瞞過天敵而不被襲擊。

## 文獻
- 徐堉峰. . 台灣: 晨星出版有限公司. 2013年3月10日. ISBN 9789861776682 （中文（繁體））.
- 呂至堅、陳建仁. . 台灣: 晨星出版有限公司. 2014年3月23日. ISBN 9789861777849 （中文（繁體））.
- 寿建新周尧李宇飞. . 中國: 陝西科學技術出版社. 2006-04-01. ISBN 9787536936768 （中文（简体））.

## 外部連結
- 维基共享资源上的相關多媒體資源：斑蝶亞科
- 維基物種上的相關：斑蝶亞科
- Danainae （页面存档备份，存于） - ftp.funet.fi